# Some Nice Things I've Missed
Some Nice Things I’ve Missed (traducido: "Algunas cosas lindas que he perdido") es un álbum de 1974 publicado por el cantante estadounidense Frank Sinatra, el sexagésimo-primero de su carrera. Consiste principalmente en nuevas versiones de canciones que habían sido popularizadas por otros artistas.

## Listado de canciones
1. "You Turned My World Around" (Bert Kaempfert, Herbert Rehbein, Kim Carnes, Dave Ellingson) - 2:50
2. "Sweet Caroline" (Neil Diamond) - 2:44
3. "The Summer Knows" (Alan y Marilyn Bergman, Michel Legrand) - 2:44
4. "I'm Gonna Make It All the Way" (Floyd Huddleston) - 2:54
5. "Tie a Yellow Ribbon 'Round the Ole Oak Tree" (Russell Brown, Irwin Levine) - 3:07
6. "Satisfy Me One More Time" (Floyd Huddleston) - 2:22
7. "If" (David Gates) - 3:10
8. "You Are the Sunshine of My Life" (Stevie Wonder) - 2:37
9. "What Are You Doing the Rest of Your Life?" (Alan y Marilyn Bergman, Legrand)	4:05
10. "Bad, Bad Leroy Brown" (Jim Croce) - 2:49

## Personal
- Frank Sinatra - Vocalista
- Don Costa - Arreglista, conductor
- Gordon Jenkins - Arreglista, conductor
- John Brady - Notas
- Ed Greene - Mezcla, Remezcla
- Gribbitt! - Diseño
- John Guess - Mezcla, Remezcla
- Lee Herschberg - Ingeniero, Mezcla, Remezcla
- Jack Hunt - Mezcla, Remezcla
- Ed Thrasher - Dirección Artística, fotografía